# 追浜本町
追浜本町（おっぱまほんちょう）は、神奈川県横須賀市の地名。現行行政地名は追浜本町一丁目から追浜本町二丁目。住居表示は未実施。

## 地理
横須賀市の北部に位置し、東に夏島町、南に追浜東町と追浜町、西に鷹取、北に横浜市金沢区六浦東と接している。

### 地価
住宅地の地価は、2023年（令和5年）1月1日の公示地価によれば、追浜本町2丁目1番151の地点で16万3000円/m2となっている。

## 世帯数と人口
2023年（令和5年）4月1日現在（横須賀市発表）の世帯数と人口は以下の通りである。
| 丁目           | 世帯数    | 人口    |
| -------------- | --------- | ------- |
| 追浜本町一丁目 | 1,323世帯 | 2,438人 |
| 追浜本町二丁目 | 939世帯   | 1,701人 |
| 計             | 2,262世帯 | 4,139人 |

### 人口の変遷
国勢調査による人口の推移。
| 年                 | 人口  |
| ------------------ | ----- |
| 1995年（平成7年）  | 5,400 |
| 2000年（平成12年） | 4,862 |
| 2005年（平成17年） | 4,719 |
| 2010年（平成22年） | 4,602 |
| 2015年（平成27年） | 4,615 |
| 2020年（令和2年）  | 4,258 |

### 世帯数の変遷
国勢調査による世帯数の推移。
| 年                 | 世帯数 |
| ------------------ | ------ |
| 1995年（平成7年）  | 2,016  |
| 2000年（平成12年） | 1,991  |
| 2005年（平成17年） | 2,034  |
| 2010年（平成22年） | 2,095  |
| 2015年（平成27年） | 2,150  |
| 2020年（令和2年）  | 2,113  |

## 学区
市立小・中学校に通う場合、学区は以下の通りとなる（2022年3月時点）。
| 丁目           | 番・番地等 | 小学校               | 中学校               |
| -------------- | ---------- | -------------------- | -------------------- |
| 追浜本町一丁目 | 1〜39番地  | 横須賀市立追浜小学校 | 横須賀市立追浜中学校 |
| 追浜本町一丁目 | 上記以外   | 横須賀市立夏島小学校 | 横須賀市立追浜中学校 |
| 追浜本町二丁目 | 全域       | 横須賀市立夏島小学校 | 横須賀市立追浜中学校 |

## 事業所
2021年（令和3年）現在の経済センサス調査による事業所数と従業員数は以下の通りである。
| 丁目           | 事業所数  | 従業員数 |
| -------------- | --------- | -------- |
| 追浜本町一丁目 | 185事業所 | 1,099人  |
| 追浜本町二丁目 | 36事業所  | 359人    |
| 計             | 221事業所 | 1,458人  |

### 事業者数の変遷
経済センサスによる事業所数の推移。
| 年                 | 事業者数 |
| ------------------ | -------- |
| 2016年（平成28年） | 236      |
| 2021年（令和3年）  | 221      |

### 従業員数の変遷
経済センサスによる従業員数の推移。
| 年                 | 従業員数 |
| ------------------ | -------- |
| 2016年（平成28年） | 1,478    |
| 2021年（令和3年）  | 1,458    |

## 交通
- 国道16号

## 施設
- サンビーチ追浜
- 横浜銀行 追浜支店[15]

## その他

### 日本郵便
- 郵便番号 : 237-0068[2]（集配局 : 田浦郵便局[16]）。